# Веритас (богиня)
Веритас — богиня истины у римлян, аналог греческой Алетейи. В западной культуре слово веритас может служить девизом.

## Происхождение
Дочь Сатурна (греки называли его Хроносом), титана, олицетворявшего время. Мать богини Виртус. Иногда её также считают дочерью Юпитера (Зевса) или творением Прометея.

## Описание
Веритас изображали или как одетую в белое девственницу, или как «голую правду (нагую истину)» (nuda veritas) с ручным зеркалом. Говорят, что неуловимая богиня пряталась на дне священного колодца.

## Добродетель
Веритас — также имя честности как римской добродетели. Это была одна из важнейших добродетелей, которой должен был располагать каждый хороший римлянин.

## Мартин Хайдеггер
Немецкий философ Мартин Хайдеггер разграничивал понятия алетейи (истины, раскрытия ранее сокрытого) и веритас, связывая второе с римским пониманием правильности (праведности) и, в конце концов, с ницшеанским чувством справедливости и воли к власти.

## Девиз
Слово veritas служит девизом или входит в состав девиза множества организаций, в том числе, многих учебных заведений, например, Гарвардского университета, Университета Дрейка, Университета Индонезия, Уппсальского университета, Колледжа Лойолы в Ибадане (Нигерия), Доминиканского ордена, Службы криминальных расследований ВМС США.

## В астрономии
В честь богини назван астероид (490) Веритас, открытый в 1902 году

## Комментарии
1. ↑  Это выражение в форме «nudaque Veritas» впервые зафиксировано в 7-й строке 24-й «Оды» Горация[2].
2. ↑  Диоген Лаэртский указал афоризм Демокрита: «По существу мы ничего не знаем, ибо истина — в глубинах»[6]. (ἐτεῇ δὲ οὐδὲν ἴδμεν: ἐν βυθῷ γὰρ ἡ ἀλήθεια.[7])